# Benjamin (Utah)
Benjamin és una concentració de població designada pel cens dels Estats Units a l'estat de Utah. Segons el cens del 2000 tenia 1.029 habitants.

## Demografia
Segons el cens del 2000, Benjamin tenia 1.029 habitants, 299 habitatges, i 269 famílies. La densitat de població era de 32,2 habitants per km².
Dels 299 habitatges en un 45,8% hi vivien nens de menys de 18 anys, en un 81,3% hi vivien parelles casades, en un 7% dones solteres, i en un 9,7% no eren unitats familiars. En el 9% dels habitatges hi vivien persones soles el 7% de les quals corresponia a persones de 65 anys o més que vivien soles. El nombre mitjà de persones vivint en cada habitatge era de 3,44 i el nombre mitjà de persones que vivien en cada família era de 3,67.
Per edats la població es repartia de la següent manera: un 33,3% tenia menys de 18 anys, un 10,8% entre 18 i 24, un 24,2% entre 25 i 44, un 21,3% de 45 a 60 i un 10,4% 65 anys o més.
L'edat mediana era de 30 anys. Per cada 100 dones de 18 o més anys hi havia 102,4 homes.
La renda mediana per habitatge era de 46.458 $ i la renda mediana per família de 55.238 $. Els homes tenien una renda mediana de 34.643 $ mentre que les dones 21.151 $. La renda per capita de la població era de 18.569 $. Cap de les famílies i el 2,2% de la població estaven per davall del llindar de pobresa.

## Poblacions més properes
El següent diagrama mostra les poblacions més properes.